# Fairy Tail: 100 Years Quest
Fairy Tail: 100 Years Quest (cách điệu bằng viết hoa tất cả các chữ cái) là một bộ manga Nhật Bản do Mashima Hiro sáng tác và dựng kịch bản, được Ueda Atsuo vẽ minh họa. Đây là phần tiếp theo của Fairy Tail, kể về Natsu Dragneel và nhóm của anh ấy lên đường tham gia Nhiệm vụ 100 năm. Manga được ra mắt trên ứng dụng Magazine Pocket của Kodansha vào tháng 7 năm 2018 và được Kodansha USA cấp phép cho bản phát hành bản tiếng Anh tại Bắc Mỹ. Tính đến tháng 8 năm 2025, 21 tập tankōbon đã được phát hành tại Nhật Bản. Phiên bản anime sản xuất bởi J.C.Staff lên sóng vào ngày 7 tháng 7 năm 2024.

## Nội dung
Một năm sau cái chết của Zeref và Acnologia, Natsu Dragneel cùng Lucy Heartfilia, Erza Scarlet, Gray Fullbuster, Wendy Marvell và Happy, Carla của hội Fairy Tail bắt tay vào tham gia Nhiệm Vụ 100 Năm, một nhiệm vụ ở lục địa phía bắc Guiltina đã có hơn một thế kỷ nhưng không ai hoàn thành được. Ở đó cả nhóm gặp được Elefseria, hội trưởng của hội Magia Dragon, là bang hội được thành lập đầu tiên trên thế giới. Ông cho biết nhiệm vụ của họ là phong ấn Ngũ Long Thần, một nhóm gồm 5 con rồng được cho là có sức mạnh ngang ngửa với Acnologia và đang muốn hủy diệt thế giới. Trong khi đó, Fairy Tail chiêu mộ thêm một thành viên mới nữa là Touka, người bị ám bởi một phù thủy với mục đích chiếm lấy sức mạnh của loài rồng cho mục đích riêng của mình.

## Nhân vật
Touka (トウカ Tōka) Faris (ファリス Farisu)
Touka là một Exceed nhưng bị Faris, một thiếu nữ trong đền thờ con người đóng giả là Bạch Pháp Sư (白魔導士 Shiro Madōshi, "White Wizard") - thủ lĩnh đã mất tích của giáo phái Rebellious với khả năng ăn cắp ma thuật của người khác và có thể xóa cũng như kiểm soát tâm trí của họ. Touka được cho là nguy hiểm như Hắc pháp sư Zeref. Cả Touka và Faris đều đến từ một thế giới được gọi là Elentear, nơi mà Faris cố gắng giải cứu quê hương của mình khỏi Nguyệt Thần Long Selene bằng cách loại bỏ các nguồn ma thuật mạnh mẽ ở Trái đất, bao gồm Fairy Tail và Ngũ Long Thần, Faris sử dụng phép thuật "Aqua Aera" của Touka để du hành giữa các thế giới song song. Trong lần đầu đến hội Fairy Tail, Touka tỏ ra say mê Natsu, vì Natsu đã vô tình cứu cô khỏi bọn cướp trong chuyến hành trình huấn luyện của anh. Nhưng sau đó cô mới biết người cô say mê là Happy, vì đã nhầm tên Natsu là Happy.
Elefseria (エレフセリア Erefuseria)
Elefseria là người sáng lập ra hội Magia Dragon, hội đầu tiên được thành lập trên thế giới, nằm ở phía bắc lục địa Guiltina. Do muốn đánh bại Ngũ Long Thần nên Elefseria đã tự học Sát Long Thuật, sau dẫn đến việc bị Long hóa và biến thành rồng. Elefseria sống trong 160 năm kể từ khi đưa ra Nhiệm Vụ 100 Năm, sử dụng phép thuật để mang hình dáng con người ban đầu của ông.
Ngũ Thần Long
Ngũ Thần Long là một nhóm gồm 5 rồng sống sót sau "Long Vương Hội" ở 400 năm trước bằng cách chạy trốn đến Guiltina để ẩn náu khỏi Acnologia. Kể từ đó, Ngũ Thần Long dần trở nên mạnh mẽ như Acnologia và được người dân Guiltina xem như là những vị thần. Để ngăn chặn chúng gây ra thảm họa, Elefseria tạo ra Nhiệm Vụ 100 Năm với mong muốn các pháp sư đến và phong ấn Ngũ Thần Long.
- Mercphobia (メルクフォビア Merukufobia?) là Thủy Thần Long[Jp. 3]. Anh được người dân thị trấn ven biển Ermina tôn thờ vì sức mạnh của anh đối với đại dương. Anh cũng được người dân nơi đây gọi một cách kính trọng là "Suijin-sama". Bên cạnh anh còn có cô gái tên Karameel (カラミール Karamīru?), người mà anh muốn sống cùng và Kashima, quản lý khách sạn Journey. Tuy nhiên, do không thể kiếm soát được ma thuật của mình đã khiến thủy triều nhấn chìm Ermina vào ban đêm, dẫn đến việc anh ta phải biến người dân thành cá để giúp họ sống trong nước. Sau khi bị khống chế, Mercphobia tấn công điên cuồng trong hình dạng rồng của mình cho đến khi bị đánh bại bởi Natsu, điều này khiến anh mất đi vĩnh viễn pháp thuật của mình.
- Selene (セレーネ Serēne?), còn được biết đến với tên gọi Nguyệt Thần Long (月神竜 Gesshinryū), là một trong Ngũ Thần Long cư ngụ trên lục địa Guiltina và hiện là Thủ Lĩnh Hội Diabolos. Cô được xem là một con rồng sở hữu phép thuật không gian vượt trội và nhờ đó, có khả năng di chuyển giữa các thế giới.

## Sản xuất
Sau khi Fairy Tail kết thúc vào ngày 26 tháng 7 năm 2017, Hiro Mashima đăng một dòng tweet vào ngày 5 tháng 4 năm 2018, thông báo rằng phần tiếp theo của bộ truyện đang được phát triển. Ngày 27 tháng 6, Mashima thông báo rằng manga mới dự kiến có tựa đề là Fairy Tail Zokuhen (FAIRY TAIL続編 lit. "Fairy Tail Sequel"), và đến ngày 4 tháng 7 thì được xác nhận chính thức. Atsuo Ueda là người vẽ minh họa chính, còn Hiro Mashima sẽ đảm nhận cung cấp các phân cảnh gốc cũng như ý tưởng, nội dung cho bộ truyện.

## Phương tiện truyền thông

### Manga
Manga được ra mắt lần đầu tiên với hai chương trên ứng dụng truyện tranh Magazine Pocket thuộc Kodansha vào ngày 25 tháng 7 năm 2018. Chương đầu tiên cũng được xuất bản trên Weekly Shōnen Magazine số 34. Các chương tiếp theo được phát hành hàng tuần đến ngày 5 tháng 9 năm 2018, kể từ đó chúng được phát hành hai tuần một lần. Bản tiếng Anh của manga cũng được Kodansha USA phát hành vào tháng 8 năm 2019.

### Anime
Fairy Tail: 100 Years Quest được thông báo sẽ chuyển thể thành anime và được công bố trong buổi livestream "Hiro Mashima Fan meeting" vào ngày 11 tháng 9 năm 2021. Anime được hãng phim J.C.Staff sản xuất, Watanabe Toshinori đạo diễn, Ishihira Shinji là tổng đạo diễn, Tomioka Atsuhiro biên soạn kịch bản, Sako Yurika thiết kế nhân vật và Takanashi Yasuharu soạn nhạc. Bộ anime lên sóng truyền hình Nhật Bản vào ngày 7 tháng 7 năm 2024 trên kênh TV Tokyo và các kênh liên quan. Bài hát chủ đề mở đầu là "Story" do Da-ice trình bày, bài hát chủ đề cuối phim là "Tomo yo, Koko de Sayonara da" (友よ ここでサヨナラだ n.đ. 'Bạn ơi, tạm biệt từ đây') do Boku ga Mitekatta Aozora trình bày. Crunchyroll cấp phép cho loạt phim ngoài châu Á. Muse Communication cấp phép phát hành loạt phim ở Đông Nam Á.

#### Tập phim
| TT. | Tiêu đề | Đạo diễn                              | Biên kịch                       | Kịch bản phân cảnh bởi               | Ngày phát hành gốc   |
| --- | --- | ------------------------------------- | ------------------------------- | ------------------------------------ | -------------------- |
| 1   | "Hội đầu tiên và hội mạnh nhất" Chuyển ngữ: ""Saisho" no Girudo to "Saikyō" no Girudo" (tiếng Nhật: "最初"のギルドと"最強"のギルド) | Watanabe Toshinori                    | Tomioka Atsuhiro                | Ishihira Shinji                      | 7 tháng 7 năm 2024   |
| 2   | "Biển của rồng" Chuyển ngữ: "Ryū no Umi" (tiếng Nhật: 竜の海)                                                                       | Aratashi Taichi & Hidenin Mio         | Sogo Masashi                    | Watanabe Toshinori                   | 14 tháng 7 năm 2024  |
| 3   | "Kiếm, giáp và tro" Chuyển ngữ: "Yaiba, Yoroi, Hai" (tiếng Nhật: 刃、鎧、灰)                                                        | Watanabe Toshinori                    | Sogo Masashi                    | Watanabe Toshinori                   | 21 tháng 7 năm 2024  |
| 4   | "Nhuộm trắng" Chuyển ngữ: "Shiroku Somaru" (tiếng Nhật: 白く染まる)                                                                 | Takezawa Kiyotaka & Hidenin Mio       | Tomioka Atsuhiro                | Watanabe Toshinori                   | 28 tháng 7 năm 2024  |
| 5   | "Quyết định khó khăn" Chuyển ngữ: "Kujū no Ketsudan" (tiếng Nhật: 苦渋の決断)                                                       | Nogami Yoshiyuki & Shimizu Momo       | Sogo Masashi                    | Ōhata Kiyotaka                       | 4 tháng 8 năm 2024   |
| 6   | "Gia phả của lửa" Chuyển ngữ: "Honō no Keifu" (tiếng Nhật: 炎の系譜)                                                                | Watanabe Toshinori                    | Tomioka Atsuhiro                | Watanabe Toshinori                   | 11 tháng 8 năm 2024  |
| 7   | "Kết thúc có hậu" Chuyển ngữ: "Kekka Ōrai" (tiếng Nhật: 結果オーライ)                                                               | Atarashi Taichi                       | Sogo Masashi                    | Hidenin Mio                          | 18 tháng 8 năm 2024  |
| 8   | "Mộc Thần Long Aldoron" Chuyển ngữ: "Mokushinryū Arudoron" (tiếng Nhật: 木神竜アルドロン)                                           | Maeda Kunpei                          | Tomioka Atsuhiro                | Ōhata Kiyotaka                       | 25 tháng 8 năm 2024  |
| 9   | "Sự hủy diệt trắng" Chuyển ngữ: "Howaitoauto" (tiếng Nhật: 白滅)                                                                    | Takagi Hiroaki                        | Sogo Masashi                    | Takagi Hiroaki                       | 1 tháng 9 năm 2024   |
| 10  | "Những sát thủ mới" Chuyển ngữ: "Arata naru Shikaku-tachi" (tiếng Nhật: 新たなる刺客たち)                                           | Mori Yoshihiro                        | Sogo Masashi                    | Ishihira Shinji                      | 8 tháng 9 năm 2024   |
| 11  | "Linh Long Wraith" Chuyển ngữ: "Reiryū no Reisu" (tiếng Nhật: 霊竜のレイス)                                                         | Atarashi Taichi                       | Tomioka Atsuhiro                | Ishihira Shinji                      | 15 tháng 9 năm 2024  |
| 12  | "Chủ bài để phản công" Chuyển ngữ: "Hangeki no Kirifuda" (tiếng Nhật: 反撃の切り札)                                                 | Nogami Yoshiyuki                      | Sogo Masashi                    | Ishihira Shinji                      | 22 tháng 9 năm 2024  |
| 13  | "Trận kịch chiến màu đỏ thẫm" Chuyển ngữ: "Kurenai no Gekitō" (tiếng Nhật: 紅の激闘)                                                | Takezawa Kiyotaka                     | Tomioka Atsuhiro                | Watanabe Toshinori                   | 29 tháng 9 năm 2024  |
| 14  | "Niêm long bạo ngược" Chuyển ngữ: "Bōgyaku no Nenryū" (tiếng Nhật: 暴虐の粘竜)                                                      | Takagi Hiroaki                        | Tomioka Atsuhiro                | Takagi Hiroaki                       | 13 tháng 10 năm 2024 |
| 15  | "Đại địa chấn động" Chuyển ngữ: "Todoroku Daichi" (tiếng Nhật: 轟く大地)                                                            | Nogami Yoshiyuki                      | Sogo Masashi                    | Watanabe Toshinori                   | 20 tháng 10 năm 2024 |
| 16  | "God Seed" Chuyển ngữ: "Goddo Shīdo" (tiếng Nhật: ゴッドシード)                                                                     | Tominaga Tsunao                       | Sogo Masashi                    | Ishihira Shinji & Watanabe Toshinori | 27 tháng 10 năm 2024 |
| 17  | "Sức sống" Chuyển ngữ: "Ikiru Chikara" (tiếng Nhật: 生きる力)                                                                       | Watanabe Toshinori                    | Tomioka Atsuhiro                | Watanabe Toshinori                   | 3 tháng 11 năm 2024  |
| 18  | "Ý chí cháy bỏng" Chuyển ngữ: "Moyuru Ishi" (tiếng Nhật: 燃ゆる意志)                                                                | Watanabe Toshinori                    | Tomioka Atsuhiro                | Watanabe Toshinori                   | 10 tháng 11 năm 2024 |
| 19  | "Đôi cánh nước" Chuyển ngữ: "Akua Ēra" (tiếng Nhật: 水の翼)                                                                         | Nogami Yoshiyuki                      | Sogo Masashi                    | Ishihira Shinji                      | 17 tháng 11 năm 2024 |
| 20  | "Nguyệt Thần Long Selena" Chuyển ngữ: "Gesshinryū Serēne" (tiếng Nhật: 月神竜セレーネ)                                              | Tominaga Tsuneo                       | Sogo Masashi                    | Ishihira Shinji                      | 24 tháng 11 năm 2024 |
| 21  | "Mỹ Thần Dưới Trăng" Chuyển ngữ: "Gekka Bijin" (tiếng Nhật: 月下美神)                                                               | Onoda Yūsuke                          | Tomioka Atsuhiro & Sogo Masashi | Ishihira Shinji                      | 1 tháng 12 năm 2024  |
| 22  | "Bách Quỷ Dạ Hành" Chuyển ngữ: "Hyakki Yakō" (tiếng Nhật: 百鬼夜行)                                                                 | Nogami Yoshiyuki                      | Tomioka Atsuhiro                | Nogami Yoshiyuki                     | 8 tháng 12 năm 2024  |
| 23  | "Kiếm Thánh" Chuyển ngữ: "Kensei" (tiếng Nhật: 剣聖)                                                                                | Watanabe Toshinori                    | Sogo Masashi                    | Watanabe Toshinori                   | 15 tháng 12 năm 2024 |
| 24  | "Thế giới xấu xí" Chuyển ngữ: "Minikuki Sekai" (tiếng Nhật: 醜き世界)                                                               | Watanabe Toshinori & Nogami Yoshiyuki | Sogo Masashi                    | Ishihira Shinji                      | 22 tháng 12 năm 2024 |
| 25  | "Trở về" Chuyển ngữ: "Kikan" (tiếng Nhật: 帰還)                                                                                     | Watanabe Toshinori                    | Tomioka Atsuhiro                | Ishihira Shinji                      | 5 tháng 1 năm 2025   |

#### Tập tóm tắt đặc biệt
| TT.                                          | Tiêu đề                                                                                        | Đạo diễn         | Ngày phát hành gốc  |
| -------------------------------------------- | ---------------------------------------------------------------------------------------------- | ---------------- | ------------------- |
| 13.5                                         | "Kanwa: Rūshiizu Daiarī" Chuyển ngữ: "Kanwa: Rūshiizu Daiarī" (tiếng Nhật: 閑話・Lucy's diary) | Takahashi Makoto | 6 tháng 10 năm 2024 |
| Một tập tóm tắt đặc biệt cho 13 tập đầu tiên |                                                                                                |                  |                     |

## Đón nhận
Tập tankōbon đầu tiên của bộ manga này đã ra mắt ở vị trí thứ mười một trên bảng xếp hạng doanh số bán truyện tranh in hàng tuần của Oricon tại Nhật Bản.